# انجیل‌های هم‌نوا

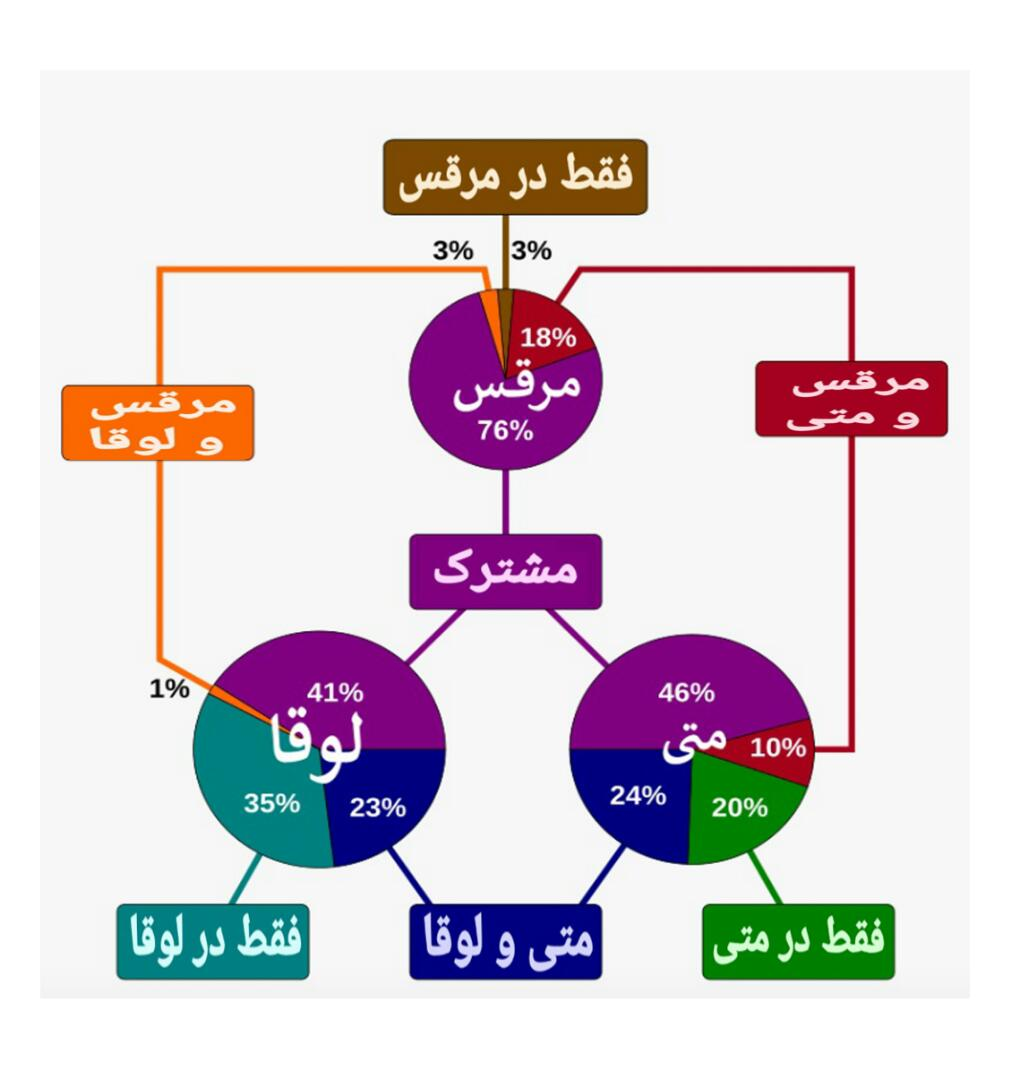
مشترکات و اختلاف‌های انجیل‌ها هم نوا

انجیل‌های هم‌نوا یا اناجیل هم‌نوا، نامی است که به انجیلهای متی، مرقس و لوقا از عهد جدید گفته می‌شود. انجیل‌های مذکور از جهت محتوا، ادبیات و زبان به‌کاررفته، ساختار جمله‌ها و پاراگراف‌ها و ترتیب بیان مطالب، بسیار به هم شبیه هستند. اکثر محققان بر این باورند که این انجیل‌ها نقطه‌نظرات مشترکی دارند.
چهارمین انجیل قانونی، یوحنا، همچون اسفار مشکوک، تفاوت‌های جدی با این اناجیل دارد. انجیل‌های هم‌نوا، نخستین سه کتابِ عهد جدید قانونی هستند. مسئلهٔ هم‌نوایی به بررسی طبیعت و منابع ارتباط معناییِ این سه کتاب می‌پردازد.